# Zoltán Kodály
Dans le nom hongrois Kodály Zoltán, le nom de famille précède le prénom, mais cet article utilise l’ordre habituel en français Zoltán Kodály, où le prénom précède le nom.
Œuvres principales
- Háry János
- Variations sur l'air du Paon
- Danses de Galánta
- Psalmus Hungaricus
- Sonate pour violoncelle seul

Zoltán Kodály (en hongrois : Kodály Zoltán, qui se prononce [ˈkodaːj ˈzoltaːn]), né le 16 décembre 1882 à Kecskemét (Autriche-Hongrie) et mort le 6 mars 1967 à Budapest (Hongrie), est un compositeur, ethnomusicologue et pédagogue en musique. Il a notamment donné son nom à une méthode d'enseignement de la musique, codifiée par des disciples de sa pensée pédagogique nommée plus tard la méthode Kodály.

## Biographie
Zoltán Kodály a passé la majeure partie de son enfance à Galánta et Nagyszombat (maintenant Trnava, Slovaquie). Il est issu d'une famille de musiciens : son père jouait du violon et aimait organiser des rencontres avec des amis afin de faire de la musique de chambre ; sa mère jouait un peu de piano. Kodály reçoit une formation générale tout en prenant des leçons de piano, d'alto et de violoncelle. Il prendra des leçons d'orgue avec Charles-Marie Widor lors de son séjour à Paris en 1906.
À l'âge de 16 ans, il compose une messe. Il entre alors à l'Université de Budapest, tout en étudiant la composition à l'Académie de musique de Budapest avec Hans von Koessler. Il y rencontre Béla Bartók, qui restera son plus fidèle ami jusqu'à sa mort en 1945. Avec Bartók, il va recueillir (sur des rouleaux de cire), mettre en forme et publier une quantité considérable de chants traditionnels nationaux. Sa thèse de doctorat en ethnomusicologie achevée en 1906 (Structure strophique dans le chant traditionnel hongrois) montre bien l'intérêt de plus en plus grand qu'il porte à la musique traditionnelle. Bien que profondément ancré dans ses racines musicales hongroises, Kodály est également un précurseur formel notamment avec l'écriture de la Sonate pour violoncelle seul en 1915 qui explore un nouveau champ technique dans l'utilisation de cet instrument. Cette œuvre reste une des plus connues du compositeur. En 1919, Kodály est nommé directeur assistant de l'Académie de musique de Budapest. Certains de ses élèves, dont le compositeur hongrois György Ránki, étudieront avec lui l'ethnomusicologie.
La collaboration riche entre les deux compositeurs hongrois nourrira de nombreuses critiques à l'égard de Kodály qui sera entre autres suspecté de plagiat des travaux de Bartók. Ce dernier le niera vigoureusement et défendra Kodály, comme en 1921 en écrivant :
« Depuis quelque temps certains cercles musicaux n'ont d'autre but que de me monter contre Zoltán Kodály. Ils voudraient faire croire que l'amitié qui nous unit est utilisée par Kodály pour son propre compte. C'est un mensonge des plus stupides. Kodály est un des compositeurs majeurs de notre temps. Son art, comme le mien, possède des racines doubles : il a jailli du sol paysan hongrois et de la musique française moderne [Debussy]. Mais quoique notre art ait puisé sa source dans ce sol commun, nos œuvres ont été entièrement différentes dès le premier jour… Il est possible que la musique de Kodály soit moins agressive [que la mienne], il est possible que sa forme soit plus proche de certaines traditions, il est également possible qu'elle exprime calme et méditation plutôt que des 'orgies débridées'. Mais c'est précisément cette différence essentielle qui, trouvant à s'exprimer dans sa musique en une manière de penser complètement nouvelle et originale, rend son message si précieux… ».
En 1923, il compose une de ses œuvres chorales majeures ; le Psalmus Hungaricus, pour célébrer le cinquantième anniversaire de l'union de Buda et de Pest : c'est un immense succès dans son pays, ainsi qu'en Europe et aux États-Unis. En 1925, un concert de ses œuvres pour chœur d'enfants le révèle comme un maître incontesté du contrepoint vocal.
En 1942, il entame sa Missa Brevis pour solistes, chœur et orgue, dont il écrira une partie dans sa cave en 1944 alors que Budapest est sous les bombes soviétiques. Elle sortira finalement en 1948.
En 1946-47, il se rend aux États-Unis, en Angleterre et en URSS pour diriger des concerts de ses œuvres. Il recevra le Prix Kossuth à trois reprises (1948, 1952 et 1957). Kodály composera également de la musique de chambre (Quatuors à cordes, Sonates pour violoncelle, , etc.), et des œuvres symphoniques remarquables (Háry János, Soir d'été, etc.).
Kodály a créé une œuvre chorale très importante. Il utilise notamment des chansons, des contes, des ballades et des mélodies populaires. Celles-ci reprennent des scènes de vie paysanne, des thèmes bibliques ou héroïques avec l'accent magyar. Il développera de nombreuses méthodes d'enseignement de la musique, dont on parle encore aujourd'hui sous le terme de méthode Kodály, initiant les jeunes enfants au chant et à la tradition chorale. Kodály restera sans doute comme le créateur de l'art choral du XXe siècle.
Parmi ses élèves, figurent notamment Ferenc Fricsay, György Kósa, Tibor Varga, Lili Kraus, Tamás Vásáry et Erzsébet Szőnyi.

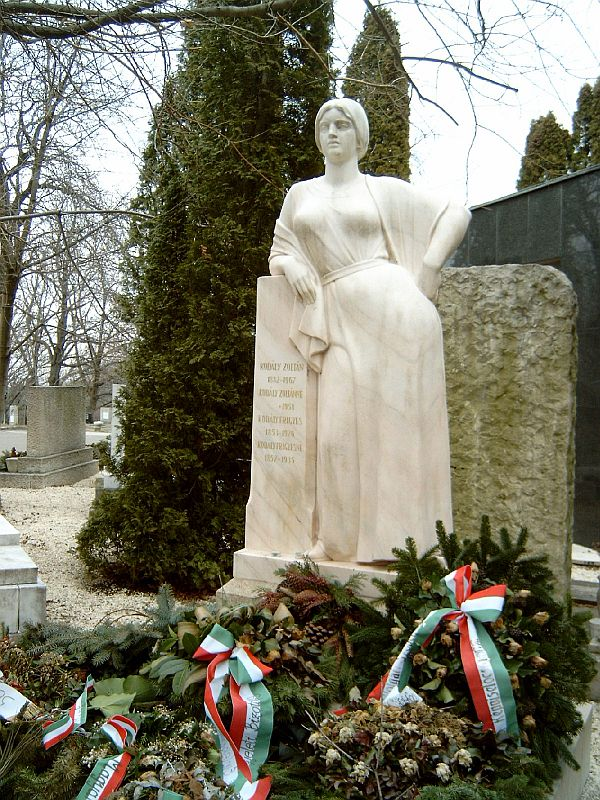
Tombe de Zoltán Kodály au cimetière de Farkasrét à Budapest.

## Compositions
Zoltán Kodály a composé environ 190 œuvres, sans compter ses très nombreuses publications pédagogiques (une vingtaine de cahiers regroupant des centaines de courtes compositions à une, deux ou trois voix). Il a touché à tous les genres notables de la composition, avec une prédilection pour la voix, et notamment la musique chorale (chœur d'enfants, chœur de femmes, chœur d'hommes, chœur d'hommes). Notons qu'il n'a utilisé de numérotation que pour 15 œuvres.
Parmi ses œuvres les plus notables, par genre :
- Musique pour instrument seul : Sept pièces pour piano opus 11, Danses de Marosszék (pour piano, mais également orchestrés par le compositeur), Sonate pour violoncelle seul opus 8, Organoedia (pour orgue) ;
- Musique de chambre : Sonate pour violoncelle et piano opus 4, Adagio pour violon et piano, deux quatuors à cordes (opus 2 et opus 10) ;
- Musique orchestrale : Danses de Galánta, Variations sur une chanson traditionnelle hongroise, Concerto pour orchestre ;
- Musique vocale a cappella : Esti dal, Quatre madrigaux italiens ;
- Chœur et orchestre : Psalmus Hungaricus, Te Deum ;
- Opéra : Háry János.

### Liste chronologique
- Avant 1897

Ave Maria, pour chant et orgue (manuscrit perdu)
Ave Maria, pour chant et orchestre à cordes (manuscrit perdu)
Fragment de Messe, pour chœur mixte et orgue (manuscrit perdu)
- 1897

Ouverture en ré mineur, pour orchestre (manuscrit perdu)
- Avant 1900

Trio en mi bémol majeur, pour deux violons et alto
Ave Maria, pour chœur mixte et orgue
Stabat Mater, pour chœur d'hommes
- 1902

Le Veilleur de Notre-Dame, musique pour le cabaret, pour orchestre
Je quitte avec Bonheur ce Monde étincelant, pour chant et piano
Assumpta est, pour baryton solo, chœur mixte et orchestre
- 1903

Le Cid, pour orchestre (manuscrit perdu)
Miserere, fragment du Psaume I, pour chœur et orchestre
- 1904

L'Oncle, musique humoristique pour une pièce de théâtre
Soir, pour soprano solo et chœur mixte
- 1905

Adagio pour violon et piano (versions pour alto ou violoncelle et piano en 1910)
Valsette, pour piano
Intermezzo, pour violon, alto et violoncelle
- 1906

Soir d'été, pour orchestre
Chants populaires hongrois, pour chant et piano, en collaboration avec Béla Bartók
- 1907

Méditation sur un Motif de Claude Debussy, pour piano
Quatre mélodies, pour chant et piano
- 1908

Deux chansons populaires de la région de Zobor, pour chœur de femmes
- 1907-1909

Énekszó (op. 1), 16 mélodies sur des textes de chansons populaires, pour chant et piano
- 1908-1909

Quatuor à cordes n°1 (op. 2)
- 1909

Musique pour piano (op. 3)
- 1909-1910

Sonate pour violoncelle et piano (op. 4),
- 1914

Duo (op. 7), pour violon et violoncelle
- 1915

Chant de Himfy, pour chant et piano
Sonate pour violoncelle seul (op. 8)
Capriccio, pour violoncelle seul
- 1912-1917

Mélodies tardives (op. 6), pour chant et piano
Deux Chants (op. 5), pour une voix d'homme basse et piano ou orchestre
Deux chœurs d'hommes
- 1917

Rondo hongrois, pour violoncelle et piano (ou pour orchestre)
Stefan Kádár, pour chant et piano
Musique de scène pour la pièce Le Chant de l'Alouette, de Zsigmond Móricz, pour orchestre
« Grave et désolé », pour la pièce Le Chant de l'Alouette, pour chant et orchestre
- 1917-1918

Sept pièces pour piano de Kodály (op. 11)
- 1915-1918

Cinq mélodies (op. 9)
- 1916-1918

Quatuor à cordes n2 (op. 10)
- 1919-1920

Sérénade (op. 12), pour 2 violons et alto
- 1923

Nuits sur la Montagne I, pour chœur de femmes, sans texte
Psalmus Hungaricus (op. 13), psaume 55 (Mihály Kecskeméti Vég), pour ténor solo, chœur mixte, chœur d'enfants, orchestre et orgue.
- 1924

Trois préludes de choral de Jean-Sébastien Bach, transcription pour violoncelle et piano
- 1925

Deux chœurs d'enfants d'après des mélodies populaires hongroises, pour chœur d'enfants ou de femmes
Musique de ballet, à l'origine pour Háry János, réduction pour piano
- 1926

La Saint-Grégoire, pour chœur d'enfants
- 1925-1927

Háry János (op. 15), réduction pour piano
- 1927

Háry János, suite pour orchestre
Ouverture de théâtre, pour orchestre
Danses de Marosszék, pour piano
László Lengyel, pour chœur d'enfants
Jésus s'annonce
- 1928

Cinq «Tantum ergo», pour soprano et alto (n°1, 2 et 5 avec orgue ou harmonium)
Chanson de Berger, pour chœur d'enfants
Canticum Nuptiale, pour chœur d'hommes
- 1924-1929

Trois chants (op. 14), pour chant et piano
- 1929

La Cigogne, Pour la Pentecôte, Chansons à danser, Compliment pour le Nouvel-An, pour chœur d'enfants
Pange Lingua, pour chœur mixte et orgue (ou chœur mixte à 3 voix)
- 1930

Danses de Marosszék, pour orchestre
Appel du feu de camp, pour clarinette
- 1931

Bonjour de Nagyszalonta, pour chœur mixte
Prélude pour orgue
Tableaux de Matra, pour chœur mixte
- 1924-1932

La Veillée des Fileuses Sicules, singspiel en un acte, sur des textes populaires
Musique populaire hongroise, 57 ballades et chansons populaires en 10 cahiers, pour chant et piano
- 1932

Quatre madrigaux italiens, pour chœur de femmes
- 1933

Danses de Galánta, pour orchestre (ou réduction pour piano)
Les Vieux, pour chœur mixte
Épiphanie, pour chœur d'enfants
- 1934

Chants de Karád, pour chœur d'hommes
Qui dois-je épouser ?, pour chœur d'hommes
Plainte sicule, Jésus et les Marchands, pour chœur
Ceux qui sont en retard, pour chœur mixte
Le Levraut, pour chœur d'enfants
Horatii Carmen II. 10, pour chœur mixte
Chant de soldat, pour chœur d'hommes, trompette et tambour
- 1935

Contes des Kouroutzes, ballet sur la musique des Danses de Marosszék et de Galánta
Ave Maria, pour chœur de femmes
Horatius : Justum et tenacem, pour chœur d'hommes
Rorate, pour chœur d'enfants et de femmes
- 1936

Te Deum (du Château de Buda), pour quatuor de solistes, chœur, orgue et orchestre
- 1939

Le Paon - variations sur un chant populaire hongrois, pour orchestre sur une mélodie populaire hongroise « Le paon s'est envolé »
- 1941

Concerto pour orchestre
- 1942-1948

Missa Brevis pour solistes, chœur et orgue
- 1955

Hymne de Zrinyi, pour baryton solo et chœur a cappella
- 1961

Symphonie en ut mineur, pour orchestre

## Écrits
- Die ungarische Musik (avec Dénes Bartha, Budapest, 1943)

## = Liens externes
- Ressources relatives à la musique :   - International Music Score Library Project
  - AllMusic
  - Bait La Zemer Ha-Ivri
  - Bayerisches Musiker-Lexikon Online
  - Carnegie Hall
  - Discography of American Historical Recordings
  - Discogs
  - Grove Music Online
  - MusicBrainz
  - Muziekweb
  - Operone
  - Rate Your Music
  - Répertoire international des sources musicales
  - Songkick
- Ressources relatives au spectacle :   - Archives suisses des arts de la scène
  - Les Archives du spectacle
  - Kunstenpunt
- Ressources relatives à l'audiovisuel :   - AllMovie
  - Filmportal
  - IMDb
- Ressources relatives aux beaux-arts :   - Académie des arts de Berlin
  - British Museum
- Ressources relatives à la recherche :   - Académie royale de Belgique
  - Isidore
- Ressource relative à la vie publique :   - Documents diplomatiques suisses 1848-1975
- Ressource relative à plusieurs domaines :   - Radio France
- Notices dans des dictionnaires ou encyclopédies généralistes :   - Britannica
  - Brockhaus
  - Den Store Danske Encyklopædi
  - Deutsche Biographie
  - Gran Enciclopèdia Catalana
  - Hrvatska Enciklopedija
  - Internetowa encyklopedia PWN
  - Nationalencyklopedin
  - Munzinger
  - Proleksis enciklopedija
  - Store norske leksikon
  - Treccani
  - Universalis
- Notices d'autorité :   - VIAF
  - ISNI
  - BnF (données)
  - IdRef
  - LCCN
  - GND
  - Italie
  - Japon
  - CiNii
  - Espagne
  - Belgique
  - Pays-Bas
  - Pologne
  - Israël
  - NUKAT
  - Catalogne
  - Suède
  - Vatican